# Organizacija činditskih enot
Organizacija činditskih enot.

## Prva činditska ekspedicija
- 77. (indijska) pehotna brigada:

- 1. (južna) skupina

- 1. kolona
- 2. kolona

- 2. (severna) skupina

- 3. kolona
- 4. kolona
- 5. kolona
- 6. kolona
- 7. kolona
- 8. kolona

- Štabna skupina

- 2. bataljon, Burmanski strelci

## Druga činditska ekspedicija
- 3. (indijska) pehotna divizija

- Bojna skupina Grom (3. (zahodnoafriška) brigada) --> 10. štabna kolona

- 6. bataljon, Nigerijski polk --> 39. in 66. kolona
- 7. bataljon, Nigerijski polk --> 29. in 35. kolona
- 12. bataljon, Nigerijski polk --> 12. in 43. kolona
- 3. zahodnoafriška poljska ambulanta

- Bojna skupina Kopje (14. pehotna brigada --> 59. štabna kolona

- 2. bataljon, Black Watch --> 42. in 73. kolona
- 1. bataljon, Bedfordshire and Hertfordshire Regiment --> 16. in 61. kolona
- 2. bataljon, York and Lancaster Regiment --> 65. in 84. kolona
- 7. bataljon, Leicestershire Regiment --> 47. in 74. kolona
- 54. poljska četa Kraljevih inženircev in medicinski oddelek

- Bojna skupina Podjetje (16. pehotna brigada --> 99. štabna kolona

- 2. bataljon, The Queen's Royal Regiment (West Surrey) --> 21. in 22. kolona
- 2. bataljon, Leicestershire Regiment --> 17. in 71. kolona
- 51. bataljon, 69. poljskoartilerijski polk --> 51. in 69. kolona
- 45. izvidniški polk --> 45. in 54. polk
- 2. poljska četa Kraljevih inženircev in medicinski oddelek

- Bojna skupina Poudarek (77. (indijska) pehotna brigada) --> 25. štabna kolona

- 3. bataljon, 6. polk gurških strelcev --> 26. in 63. kolona
- 1. bataljon, Kraljevi polk (Liverpool) --> 81. in 82. kolona
- 1. bataljon, Leicestershire Regiment --> 20. in 50. kolona
- 1. bataljon, South Staffordshire Regiment --> 38. in 80. kolona
- 3. bataljon, 9. polk gurških strelcev --> 57. in 93. kolona
- 142. četa, Hongkongški prostovoljci, medicinski in veterinarski oddelki

- Bojna skupina Globoko (111. (indijska) pehotna brigada) --> 48. štabna kolona

- 1. bataljon, Kameronianci (škotski strelci) --> 26. in 90. kolona
- 2. bataljon, Kraljev lastni kraljevi polk (Lancaster) --> 41. in 46. kolona

+ del 3. bataljona, 4. polk gurških strelcev --> 30. kolona
- mešana poljska četa Kraljevih inženircev in Kraljevih indijskih inženircev ter medicinski in veterinarski oddelki

- Morris Force

- 4. bataljon, 9. polk gurških strelcev --> 49. in 94. kolona
- del 3. bataljona, 4. polk gurških strelcev --> 40. kolona

- Dah Force

- Bojna skupina Bladet

- Enote Kraljeve artilerije za obrambo činditskih prednjih izpostavljenih baz

- trop R, S in U, 160. poljskoartilerijski polk (25-funtni topovi)
- trop W, X, Y in Z, 69. lahki protiletalski polk (40-mm Bofors ali 12,5-mm Hisoano)

- Podporne enote

- 1. zračno poveljstvo Letalskih sil Kopenske vojske ZDA
- Vzhodno zračno poveljstvo
- ameriška 900. poljska enota (inženirci)

- Divizijske podporne enote

- 2. bataljon, Burmanski strelci
- 145. brigadna četa, Službeni korpus Britanske kopenske vojske
- 219. poljsko-mehanična četa, Kraljevi inženirci
- 61. zračno-podporna četa, Službeni korpus Britanske kopenske vojske

- Samostojne činditske enote

- 5307. kompozitna enota (začasna) oz. Merrillovi maraderji

- 1. bataljon
- 2. bataljon
- 3. bataljon

- 23. pehotna brigada --> 32. štabna kolona

- 1. bataljon, Esseški polk --> 44. in 56. polk
- 2. bataljon, Polk vojvode Wellingtona --> 33. in 76. kolona
- 4. bataljon, Mejni polk --> 34 in 55. kolona
- 60. poljskoartilerijski polk --> 60 in 68. kolona
- 12. poljska četa, Kraljevi inženirci in medicinski oddelek